# Kijin Gentosho
Kijin Gentosho (鬼人幻燈抄, Kijin Gentōshō) és una sèrie de novel·les de fantasia històrica japonesa escrita per Motoo Nakanishi i il·lustrada per Tamaki. Va ser serialitzada per internet entre gener de 2013 i maig de 2016 a Arcadia i més tard es va traslladar Shōsetsuka ni Narō, on es va serialitzar entre desembre de 2015 i octubre de 2016. Més tard va ser adquirida per Futabasha, que va publicar la sèrie entre juny de 2019 i novembre de 2023.
Futabasha va començar a publicar el 9 setembre del 2021 una adaptació de manga amb dibuix de Yu Satomi, i a juliol de 2024 s'ha recopilat en sis volums tankōbon. Una adaptació a anime produïda per Yokohama Animation Laboratory s'estrenarà el 2025.

## Argument
Durant el període Edo, un jove guerrer anomenat Jinta té com a missió protegir la sacerdotessa Itsuki del santuari del llogarret de Kadono dels dimonis que volen segrestar-la. Un encontre amb un dimoni que té poders misteriosos li revelen informació del futur, i en Jinta haurà de començar a viatjar a través del temps per salvar sempre la sacerdotessa, sigui quina sigui l'era on es trobi... i brandant sempre una arma terrible: una espasa matadimonis.

## Obra

### Novel·les
Kijin Gentōshō és escrita per Yūji Keino. Va començar a serialitzar-se entre gener de 2013 i maig de 2016 a Arcadia, un lloc web de publicació de novel·les generades pels usuaris. Després va ser traslladada a Shōsetsuka ni Narō, on va ser serialitzada entre desembre de 2015 i octubre de 2016. Més tard va ser adquirida per Futabasha, que va publicar la sèrie amb il·lustracions de Tamaki del 21 de juny de 2019 al 22 de novembre de 2023. La sèrie va finalitzar amb 14 volums publicats.

### Manga
Una adaptació de manga il·lustrada per Yū Satomi, va començar a serialitzar-se per Futabasha el 9 de setembre de 2021. El primer volum es va publicar el 9 de setembre de 2021, i a juliol de 2024 se n'han publicat sis volums. El 27 de setembre de 2022, Kaji Manga va anunciar que publicaria el manga en català a mitjan 2023.

### Anime
Futabasha va anunciar una adaptació a anime de l'obra el 9 de setembre de 2021. Més tard es va revelar el febrer de 2024 que seria produïda per Yokohama Animation Laboratory i dirigida per Kazuya Aiura; Deko Akao en supervisaria els guions, Taro Ikegami en dissenyaria els personatges i Ryuuichi Takada, Keiichi Hirokawa i Kuniyuki Takahashi en compondrien la música. La sèrie s'havia d'estrenar originalment el 27 de juny de 2024, però es va endarrerir a causa de problemes de producció. S'estrenarà el 2025 a Tokyo MX i altres xarxes, i s'allargarà durant dues temporades consecutives.

## Rebuda
La sèrie de novel·les el 2021 tenia més de 230.000 còpies en circulació.